# تود هالويل
تود هالويل (بالإنجليزية: Todd Hallowell)‏ هو منتج أفلام أمريكي، ولد في 29 أغسطس 1952 في Pottstown, Pennsylvania ‏ في الولايات المتحدة.

## وصلات خارجية
- تود هالويل على موقع IMDb (الإنجليزية)
- تود هالويل على موقع ميوزك برينز (الإنجليزية)
- تود هالويل على موقع قاعدة بيانات الفيلم (الإنجليزية)